# Schwaben Open 2024 - Doppio
Il doppio del torneo di tennis professionistico Schwaben Open 2024, facente parte della categoria Challenger 50 nell'ambito dell'ATP Challenger Tour 2024, si è giocato dal 20 al 25 maggio ad Augusta, in Germania. Tra le coppie partecipanti erano assenti Constantin Frantzen e Hendrik Jebens, i detentori del titolo.
In finale Jakob Schnaitter e Mark Wallner hanno sconfitto David Pichler e Michael Vrbenský con il punteggio di 3–6, 6–2, [10–8].

## Teste di serie
1. Jakob Schnaitter /  Mark Wallner (campioni)
2. Simon Freund /  Johannes Ingildsen (semifinale)

1. Mateus Alves /  Adam Taylor (primo turno)
2. Michael Geerts /  Alex Lawson (semifinale)

## Wildcard
1. Yannik Kelm /  Vincent Marysko (quarti di finale)

1. Michael Feucht /  Christopher Frantzen (primo turno)

## Ranking protetto
1. Evan Furness /  Gabriel Roveri Sidney (primo turno)

## Alternate
1. Riccardo Bonadio /  Andrea Picchione (primo turno)

1. Dario Huber /  Jacob Kahoun (primo turno)

## Tabellone

### Legenda
| - Q = Qualificato - WC = Wild card - LL = Lucky loser | - ALT = Alternate - SE = Special Exempt - PR = Protected Ranking | - w/o = Walkover - r = Ritirato - d = Squalificato |

|  | Primo turno | Primo turno                            | Primo turno                            | Primo turno | Primo turno |  |  | Quarti di finale | Quarti di finale                       | Quarti di finale                       | Quarti di finale     | Quarti di finale     |   |   | Semifinali | Semifinali                    | Semifinali             | Semifinali                     | Semifinali |   |     | Finale | Finale | Finale | Finale | Finale |  |
|  |             |                                        |                                        |             |             |  |  |                  |                                        |                                        |                      |                      |   |   |            |                               |                        |                                |            |   |     |        |        |        |        |        |  |
|  | 1           | J Schnaitter M Wallner                 | J Schnaitter M Wallner                 | 6           | 6           |  |  |                  |                                        |                                        |                      |                      |   |   |            |                               |                        |                                |            |   |     |        |        |        |        |        |  |
|  | Alt         | R Bonadio A Picchione                  | R Bonadio A Picchione                  | 4           | 3           |  |  | 1                | J Schnaitter M Wallner                 | J Schnaitter M Wallner                 | 6                    | 6                    |   |   |            |                               |                        |                                |            |   |     |        |        |        |        |        |  |
|  |             | F Iannaccone L Potenza                 | F Iannaccone L Potenza                 | 2           | 63          |  |  | WC               | Y Kelm V Marysko                       | Y Kelm V Marysko                       | 2                    | 2                    |   |   |            |                               |                        |                                |            |   |     |        |        |        |        |        |  |
|  | WC          | Y Kelm V Marysko                       | Y Kelm V Marysko                       | 6           | 7           |  |  |                  |                                        |                                        |                      |                      |   |   | 1          | J Schnaitter M Wallner        | J Schnaitter M Wallner | 6                              | 6          |   |     |        |        |        |        |        |  |
|  | 4           | M Geerts A Lawson                      | M Geerts A Lawson                      | 6           | 6           |  |  |                  |                                        | 4                                      | M Geerts A Lawson    | M Geerts A Lawson    | 2 | 3 |            |                               |                        |                                |            |   |     |        |        |        |        |        |  |
|  | PR          | E Furness G Roveri Sidney              | E Furness G Roveri Sidney              | 3           | 2           |  |  | 4                | M Geerts A Lawson                      | 6                                      | 4                    | [10]                 |   |   |            |                               |                        |                                |            |   |     |        |        |        |        |        |  |
|  |             | Z Babić H Naw                          | 6                                      | 3           | [12]        |  |  |                  | Z Babić H Naw                          | 2                                      | 6                    | [6]                  |   |   |            |                               |                        |                                |            |   |     |        |        |        |        |        |  |
|  | WC          | M Feucht Ch Frantzen                   | 4                                      | 6           | [10]        |  |  |                  |                                        |                                        |                      |                      |   |   | 1          | Jakob Schnaitter Mark Wallner | 3                      | 6                              | [10]       |   |     |        |        |        |        |        |  |
|  |             | D Pichler M Vrbenský                   | D Pichler M Vrbenský                   | 6           | 6           |  |  |                  |                                        |                                        |                      |                      |   |   |            |                               |                        | David Pichler Michael Vrbenský | 6          | 2 | [8] |        |        |        |        |        |  |
|  |             | S Kopp M Veldheer                      | S Kopp M Veldheer                      | 2           | 3           |  |  |                  | D Pichler M Vrbenský                   | D Pichler M Vrbenský                   | 6                    | 7                    |   |   |            |                               |                        |                                |            |   |     |        |        |        |        |        |  |
|  |             | D Dutra da Silva PA Saraiva Dos Santos | D Dutra da Silva PA Saraiva Dos Santos | 6           | 7           |  |  |                  | D Dutra da Silva PA Saraiva Dos Santos | D Dutra da Silva PA Saraiva Dos Santos | 2                    | 5                    |   |   |            |                               |                        |                                |            |   |     |        |        |        |        |        |  |
|  | 3           | M Alves A Taylor                       | M Alves A Taylor                       | 2           | 5           |  |  |                  |                                        |                                        |                      |                      |   |   |            | D Pichler M Vrbenský          | D Pichler M Vrbenský   | 7                              | 6          |   |     |        |        |        |        |        |  |
|  |             | FA Gómez D Vallejo                     | FA Gómez D Vallejo                     | 6           | 7           |  |  |                  |                                        | 2                                      | S Freund J Ingildsen | S Freund J Ingildsen | 5 | 4 |            |                               |                        |                                |            |   |     |        |        |        |        |        |  |
|  |             | L Gerch A Holmgren                     | L Gerch A Holmgren                     | 2           | 65          |  |  |                  | FA Gómez D Vallejo                     | FA Gómez D Vallejo                     | 3                    | 5                    |   |   |            |                               |                        |                                |            |   |     |        |        |        |        |        |  |
|  | Alt         | D Huber J Kahoun                       | D Huber J Kahoun                       | 2           | 5           |  |  | 2                | S Freund J Ingildsen                   | S Freund J Ingildsen                   | 6                    | 7                    |   |   |            |                               |                        |                                |            |   |     |        |        |        |        |        |  |
|  | 2           | S Freund J Ingildsen                   | S Freund J Ingildsen                   | 6           | 7           |  |  |                  |                                        |                                        |                      |                      |   |   |            |                               |                        |                                |            |   |     |        |        |        |        |        |  |